# 海口石山火山群国家地质公园
海口石山火山群国家地质公园，又稱海口火山口公园、海口雷琼火山群世界地质公园、中国雷琼世界地质公园海口园区，是位于中华人民共和国海南省海口市石山镇的一個地質公園，是中华人民共和国唯一的热带火山地质公园，為国家4A级景区。公園面積108平方公里，公園內有休眠火山群，曾於全新世時噴發。

## 歷史
火山口公园于1996年开始营业，2002年，海南省政府批准該公園定名為海南省地质公园，2004年，中華人民共和國国土资源部批准該公園定名為海南石山火山群国家地质公园，2006年，联合国科教文组织地质公园执行局批准該公園定名為雷琼世界地质公园。